# EXE格式
EXE是在OS/2、MS-DOS和Windows系统中通用的可执行文件的扩展名。

## 檔案格式
EXE 包括以下几种主要的檔案格式：

### DOS
- DOS MZ可执行文件 ：最简单的可执行文件格式，可以在DOS和Windows中运行。它通过在文件头添加ASCII字符串“MZ”（16进制中表示为4D5A）来标识。“MZ”是MS-DOS开发者之一的馬克·茨柏克沃斯基（Mark Zbikowski）的姓名首字母缩写。
- 16位元新可执行文件：通过在文件头添加ASCII字符串“NE”来标识。它只能运行在Windows和OS/2系统，而不能在DOS下运行。

### OS/2
- 16/32位元混合式线性可执行文件：通过在文件头添加ASCII字符串“LE”来标识。它仅用来在Windows 3.x和Windows 9x中替代VxD驱动。
- 32位元线性可执行文件：通过在文件头添加ASCII字符串“LX”来标识。运行在OS/2 2.0以及更高版本中，也可用于某些DOS扩展。

### Windows
- 可移植可执行（PE）文件：这是最复杂也是目前最常见的 Windows 可执行文件格式，通过在文件头添加ASCII字符串“PE”来标识。
  - 32位元可移植可执行文件：它主要运行于Windows 95和Windows NT以及更高版本的32位元Windows中，也可在BeOS R3中运行。在文件头部可见字符串“PE..L”（hex code: 504500004C）。
  - 64位元可移植可执行文件：与前一种类似，但使用支持64位元的中央处理器。因此它仅能在64位元的Windows系统中运行，譬如Windows XP x64 Edition和Windows Server 2003 x64 Edition。在文件头部可见字符串“PE..d†”（hex code: 504500006486）。
  - ARM64位元可移植可执行文件：与前一种类似，但使用支持64位元的ARM中央处理器。因此它仅能在基于ARM的Windows 10中运行，在文件头部可见字符串“PE..d²”（hex code: 5045000064AA）。